# Menhir von Guihalon
Der Menhir von Guihalon (auch Menhir von Guihallon, La Roche de Guihalon – lokal auch Grosse Pierre genannt) befindet sich im Wald nördlich von Trégomar östlich von Lamballe im Département Côtes-d’Armor in der Bretagne in Frankreich.
Der Menhir aus lokalem Gabbro wurde auf dem höchsten Punkt der Gemeinde inmitten eines felsigen Chaos errichtet. Er hat eine parallelepipedische Form und ist etwa 5,2 m hoch, 3,6 m breit und hat 10,0 m Umfang. Ein Individuum, das von der Existenz eines Schatzes überzeugt war, versuchte ihn zu sprengen. Der Menhir hat für das lokale Neuheidentum eine besondere Anziehungskraft.
Er wurde 1965 als Monument historique klassifiziert.

## Wackelsteine
Der Nordost-Südwesten orientierte Pierre Branlante von Guihalon ist ein Wackelstein. Er liegt auf einem Hügel etwa 300 Meter südwestlich des Menhirs. Die Länge beträgt 1,8 m, die Breite 1,18 m; und die Höhe 1,9 m, bei einem Gewicht von 1,9 to. Der Stein ruht auf einer elliptischen Platte von etwa 3,5 m Länge und einer durchschnittlichen Höhe von 0,4 m über dem Boden. Ein Kind kann ihn ohne Anstrengung bewegen.
Trégomar besaß mit dem Pierre-aux-Cocus einen weiteren Wackelstein. Er war ein Orakel, dass Ehemänner konsultierten, der Zweifel an der Treue ihrer Frauen hatten. Wenn sich der Stein unter der Wirkung eines leichten Stoßes bewegte, wurde der Unglückliche bestimmt getäuscht.